# Canderel
 (septembre 2024).
Causes possibles :
- Rédaction non-neutre car ne respectant pas la synthèse équilibrée attendue.
- Plan structurant la page comme une brochure promotionnelle ou une plaquette institutionnelle.
- Nombreuses informations sans réelle pertinence encyclopédique et pourtant montées en épingle. Ceci peut notamment se faire en recourant à des sources primaires ou non centrées, ou encore à un « cherry picking » des sources ; dans certains cas, cette utilisation des sources peut même donner lieu à une « synthèse inédite ».

Rappel : la pertinence des informations est à démontrer par des sources secondaires indépendantes et de qualité traitant le sujet.
Canderel appartient au groupe américain Merisant commercialisant des édulcorants de table à base de sucralose, de stevia et d’aspartame. Créée en France en 1979, la marque a été la première à commercialiser de l’aspartame.

## Histoire de la marque Canderel
Canderel a été créée en 1979 par les laboratoires G.D. Searle pour commercialiser l’aspartame, édulcorant artificiel qu’ils ont inventé 14 ans plus tôt. Un des chimistes, J. Schlatter, aurait à l’époque accidentellement goûté un médicament anti-ulcère sur lequel il travaillait et découvert que celui-ci avait un goût sucré,[source insuffisante]. 
Dans un premier temps, après avoir bénéficié d’une autorisation de mise sur le marché de la part du ministère de la Santé, les produits sont vendus en pharmacie uniquement[source insuffisante].
Quelques années plus tard, en 1985, la société Monsanto rachète les laboratoires G.D. Searle et devient propriétaire de Canderel[réf. souhaitée]. 
La commercialisation de l’aspartame au grand public est autorisée en 1988 sur le territoire français[réf. souhaitée], la marque s’implante alors dans les grandes surfaces.
En 2000, le groupe Merisant nouvellement créé et des co-investisseurs rachètent l’activité d’édulcorants de tables de Monsanto pour 160 millions de dollars US[source insuffisante].

## Produits
Canderel vend des produits à base de trois édulcorants différents: le sucralose, l’aspartame et la Stevia.
Historiquement, les premiers produits vendus par la marque étaient tous à base d’aspartame. La recette d’origine a ensuite été modifiée afin de permettre sa cuisson[source insuffisante]. En 2010, Canderel annonce la commercialisation de nouveaux produits à l’extrait de stévia. Depuis 2011, des produits à base de sucralose, un édulcorant qui provient du sucre sans être du sucre[source insuffisante], sont également vendus[source insuffisante].
Le comprimé (aussi appelé sucrette) est le 1er produit que la marque a commercialisé. Il est sans calorie et apporte le même goût qu’un morceau de sucre. Commercialisé dans des « distributeurs » de différents formats, il existe à base d’aspartame, de sucralose et de stévia[réf. nécessaire].
La marque a ensuite vendu des sticks à base de sucralose. Chaque stick correspond à la saveur sucrée de 2 cuillérées à café de sucre blanc (4 calories)[source insuffisante]. Des sticks aromatisés à la vanille[Laquelle ?] sont produits et commercialisés par la marque plus récemment[Quand ?].
Depuis 2007, un autre édulcorant aromatisé existe : Cankao, une poudre à base de cacao et d’aspartame[source insuffisante]. 
Certains produits commercialisés par la marque peuvent être cuisinés. Sous forme de poudre et liquide, ils résistent à des cuissons à haute température[évasif][réf. nécessaire]. La poudre est vendue à base de sucralose et de stévia[source insuffisante], la version liquide, sans calorie, uniquement à base de sucralose.

## Données financières - Le marché des édulcorants
En 2011, le marché des édulcorants représentait 68M€ en France. (IRI Plus Suite, CAM P11 2011)[réf. nécessaire]
Alors qu’en 1979, la marque était la seule à commercialiser de l’aspartame sur le marché, elle a maintenant quelques concurrents en France mais reste leader sur ce marché.  
Avec 42 % de part de marché en volume et 45 % en valeur, la marque a réalisé 31,4 M€ de ventes en 2011[réf. nécessaire]. 

## Communication et publicité

### Campagne d’affichage
Les campagnes publicitaires d’affichages de la marque Canderel sont à la base de l’image de la marque.
De 1995 à 2002, la marque collabore avec le dessinateur Kiraz qui réalise l’ensemble des illustrations des campagnes de communication.
Avec l’agence de communication Young & Rubicam, la marque édite une série de visuels autour du thème de la minceur. Les slogans de ces campagnes des « Parisiennes de Kiraz » étaient à l’époque jugés impertinents et décalés,. 
En 2007, la marque lance de nouveau une campagne publicitaire d’affichage axée sur ses produits (les sticks aromatisés à la vanille et ceux permettant d’aromatiser l’eau)[source insuffisante]. 

### Campagne vidéos
Après la fin de l’ère publicitaire des « Parisiennes de Kiraz », Canderel fait appel à l’agence Young & Rubicam en 2004 pour réaliser une campagne TV axée sur le changement de composition de son édulcorant. La campagne met en avant le goût de son édulcorant vantant « le vrai bon goût sucré ». 

## Collaborations

### Grands pâtissiers
Dès la fin des années 1980, Canderel s’associe avec de grands pâtissiers : Agnès Mignonac, Guy Savoy, Gaston Lenôtre, Pierre Hermé, Frederick Grasser Hermé, Christophe Felder, Cyril Lignac.[source insuffisante]

### Design des packagings du format Pocket
Karl Lagerfeld crée une collection de Pocket en 2006 sous le signe des péchés mignons[source insuffisante].   
Pour les fêtes de Noël 2007, Canderel lance un pocket de luxe en collaboration avec Swarovski vendu au prix de 65€ dans le magasin parisien Colette[source insuffisante]. 
Avec Chantal Thomass designe des packs provocateurs mettant en scène des filles en dessous, jouant sur les termes « un peu », « beaucoup », « passionnément » et « à la folie ».
La maison Bernardaud, célèbre pour ses porcelaines, crée en 2009 un étui de laque noire avec un galet de porcelaine blanc au motif rouge et doré.
En 2010, l’illustratrice Margaux Motin dessine le dernier Pocket représentant des jeunes filles. L’illustratrice revient sur les traces des « Parisiennes » de Kiraz[source insuffisante].